# Moige
Il MOIGE (MOvimento Italiano GEnitori) è un'associazione di promozione sociale italiana impegnata in ambito sociale ed educativo per la protezione dei minori, che ritiene «minacciati dalla pedofilia, dal bullismo o da spettacoli televisivi violenti e volgari», e per la tutela dei diritti dei genitori. Esso inoltre afferma che il proprio scopo associativo consiste nello svolgimento di un'azione «apartitica e aconfessionale» «per la promozione e la tutela dei diritti dei genitori e dei minori nell'ambito della vita sociale». Dal 2008 fa parte del FoNAGS (Forum nazionale delle associazioni dei genitori nella scuola), istituito presso il Ministero dell'Istruzione, con lo scopo di creare un tavolo permanente di confronto tra il mondo dei genitori e il Ministero.
Le caratteristiche e gli scopi dell'associazione hanno suscitato numerose controversie, sia riguardo alla sua effettiva rappresentatività numerica del panorama genitoriale italiano, sia per le sue posizioni in tema di sessualità e riguardo a trasmissioni televisive, spot pubblicitari e videogiochi. Nonostante si autodefinisca "apartitico e aconfessionale" è sovente definito come "cattolico" per i valori reputati coincidenti e le iniziative comuni con associazioni e pubblicazioni cattoliche.

## Storia
Il Moige nacque nel 1997 dall'iniziativa dapprima di Maria Rita Munizzi e Antonio Affinita e poi di un gruppo di genitori che si posero l'obiettivo di costituirsi come mediatori fra i genitori stessi e gli enti pubblici e privati.
Tra le prime attività dell'associazione, l'istituzione dell'Osservatorio Tv (ora Osservatorio Media). Si tratta di un team che monitora palinsesti televisivi, per tutelare i minori. Da allora, i temi e i fronti di cui si occupa il Moige si sono ampliati, arrivando a coprire quasi tutte le aree che toccano la vita quotidiana dei minori e dei genitori: sono state realizzate iniziative e campagne informative nelle scuole sulla salute, l'educazione, il corretto utilizzo del web e dei media, la prevenzione degli abusi e la sicurezza in strada e a casa.

## Aree di intervento
Svolge attività di advocacy presso le istituzioni competenti, per sensibilizzare e influenzare su tematiche relative a:
- Media education: esiste un Osservatorio Media che si occupa del monitoraggio dei palinsesti televisivi per un'azione di controllo e analisi della programmazione rivolta ai minori raccogliendo le segnalazioni del pubblico.
- Divieti trasgrediti: relativi ad alcool, fumo, giochi con vincita in denaro, pornografia e videogiochi inadatti.
- Politica fiscale: promozione di un sistema fiscale basato sul quoziente familiare o altro sistema tutelante.

Più specificatamente le aree di intervento nelle quali l'associazione è coinvolta riguardano:
- Televisione e cinema: attuando campagne di sensibilizzazione e monitorando la programmazione destinata ai minori. Attraverso il suo Osservatorio Media[17], raccoglie inoltre segnalazioni di contenuti reputati inadatti e le inoltra alle autorità e agli organismi interessati.
- Scuola: con l'obiettivo di portare i genitori a partecipare attivamente alla vita scolastica. Come ad esempio attraverso lo “Smart Family”: un progetto che ha l'obiettivo di sensibilizzare famiglie e docenti sull'importanza di una fruizione responsabile delle tecnologie digitali.
- Salute: attraverso campagne di informazione su diverse tematiche come i vantaggi del vaccino, la sicurezza in auto, la prevenzione della meningite e dei tumori femminili, l'alimentazione e i disturbi alimentari (anoressia, bulimia e altri disturbi riguardanti l'alimentazione) e la musicoterapia in gravidanza.[18]
- Pedofilia: prevenzione della pedofilia: attraverso campagne informative nazionali.
- Internet e nuovi media: attraverso campagne itineranti di informazione e siti per l'educazione del bambino e del genitore, per il contrasto della pedofilia e della pedopornografia[19] anche tramite l'adescamento on line[20] o tramite cellulare[21].
- Non rifiutiamoci: progetto per la raccolta differenziata e il riciclaggio della plastica,[22] con Caripla e il patrocinio del Ministero dell'Ambiente. Ha operato in otto regioni (Lazio, Liguria, Lombardia, Emilia Romagna, Umbria, Abruzzo, Molise, Puglia).

## Rappresentatività
L'associazione dichiara di rappresentare 30.000 genitori, non riferendosi però al numero degli iscritti, ma semplicemente ai visitatori del sito web e ai contatti in mailing list. Da un punto di vista effettivo, nel 2008 l'associazione ha ottenuto 197 opzioni per la donazione del cinque per mille (in riferimento all'anno fiscale 2008); nel 2021, solamente 71..

## Caratteristiche e scopi
- Sessualità: si definisce associazione apartitica e aconfessionale.[26] Tale definizione tuttavia è stata oggetto di critica alla luce di posizioni[27] sostanzialmente coincidenti con quelle della morale cattolica. Secondo dati del Moige del 2014[28] anche per la permissività dei genitori, i bambini tra gli 11 e i 13 anni che hanno visto immagini porno si attesta al 32 percento. Per questo da anni combatte la pedofilia attraverso campagne di informazione, progetti educativi e programmi televisivi. Tali posizioni, in particolare, trasparivano nel corso di educazione sessuale pubblicato sino al 2004 sul sito ufficiale dell'organizzazione, tenuto dalla docente di biologia Leda Galli Fiorillo, indicata come esperta della materia[29]. Il corso affrontava varie tematiche, tra i quali i rapporti pre-matrimoniali, la contraccezione, la masturbazione, l'omosessualità.
- Comunicazione e mass-media: attraverso l'Osservatorio Media (nato nel 1998)[30] controlla quello che i media pubblicano e trasmettono per tutelare i minori da una televisione troppo poco attenta al rispetto dei diritti e della sensibilità dei suoi piccoli spettatori[30] protestando laddove si ritiene di rinvenire programmi non adatti ai minori e ai bambini, tale attività è piuttosto presente verso le TV tanto da fare additare la loro attività come una guerra all'ultimo sangue che prosegue da anni[31]. Ha promosso la campagna intitolata "Per un web sicuro" in collaborazione con la Polizia postale e delle comunicazioni[32] e Milly Carlucci testimonial. Sul sito del Ministero dell'interno è riportata una ricerca del Moige condotta su circa 1000 studenti delle scuole elementari, medie e superiori, riguardo all'uso e alla frequenza della navigazione in rete.[33] Ha collaborato con la polizia postale per effettuare studi sul cyber bullismo[34].
- Televisione: ritenendo che la televisione in determinate fasce orarie debba poter essere seguita da un bambino senza necessità del controllo dei genitori, invita a segnalare attraverso il proprio sito internet o numero verde i programmi reputati non adatti ai minori[30]. Le sue critiche hanno riguardato cartoni animati, sport ritenuti violenti come il wrestling[35], film, pubblicità[36]. Ha intentato azioni anche contro telegiornali, accusati d'avere mostrato immagini non adatte ai bambini, seppur inerenti alla notizia descritta.[37] L'associazione esercita critiche anche relativamente a trasmissioni al di fuori della fascia protetta, quando invece il bambino dovrebbe essere seguito dai genitori. Essa ritiene insufficiente il metodo dei bollini con cui vengono evidenziati i film adatti ai minori.[38] In ossequio a queste critiche, alcuni film, anche di riconosciuto valore culturale, vengono trasmessi in seconda serata oppure subiscono tagli per quanto concerne scene di violenza o sesso. Tra i registi oggetto di tali attenzioni Stanley Kubrick e Quentin Tarantino.[39][40] Ne è esempio lo spostamento dalla prima serata alle 21:10 e boicottaggio degli spazi pubblicitari per il programma di Italia 1 Bisturi, con Platinette e Irene Pivetti, tanto che il programma ha visto quasi eliminare gli spot al suo interno e di conseguenza non è più stato riproposto.[41][42] Altri interventi sono stati a favore dello spostamento della serie televisiva animata South Park oltre la mezzanotte, con boicottaggio degli spazi pubblicitari, tanto che la serie non è stata più riproposta sulle reti "Mediaset".[43] L'associazione si è espressa inoltre contro la programmazione della serie TV Will & Grace e I fantastici cinque[44] (che trattano in forma di commedia i temi dell'omosessualità): la seconda è stata spostata in seconda serata, mentre la prima non ha subito cambiamenti. L'associazione ha inoltre protestato per la presentazione dell'esecuzione di un condannato a morte su La macchina del tempo, ricorrendo a vie legali.[45] Smackdown, trasmissione settimanale di Italia 1 dedicata al wrestling, è stata criticata per la violenza dei combattimenti e in particolare l'apparente comportamento anti-sportivo dei lottatori, portati da esigenze di copione a colpirsi alle spalle e aggredirsi con oggetti come sedie e tavoli, anche al di fuori del ring. Nonostante nel programma sia ricordato che gli atleti del wrestling sono stuntman e si raccomandi di non emulare le mosse dei lottatori, il Moige sostiene che un bambino potrebbe ferirsi tentando di imitare le acrobazie. Negli ultimi mesi di programmazione, Smackdown! è stato spostato dall'orario preserale del sabato al mattino.[46]. La cancellazione dello show dal palinsesto di Italia 1 è poi avvenuta a causa della morte di Eddie Guerrero, e dell'omicidio-suicidio attuato da Chris Benoit, poiché tali episodi di cronaca nera male si conciliavano con uno spettacolo rivolto a un pubblico giovane. Il Moige si è anche opposto alla trasmissione del film Lolita di Adrian Lyne, remake del famoso film di Stanley Kubrick, e ha denunciato il regista e il distributore del film per istigazione alla pedofilia.[47] L'associazione ha anche attivamente operato per impedire la programmazione di Eyes Wide Shut, ultima pellicola di Stanley Kubrick, a più riprese: nel maggio 2002, quando era in programmazione su Rete 4, intervenne per richiedere di non trasmettere il film, facendo trasmettere al suo posto il film del 1998 Obsession[48]; nel 2003 la rete Italia 1 lo trasmise senza censure, ma il Moige costrinse il canale a farlo slittare in seconda serata e con una premessa iniziale, che sottolineava il valore artistico del film e il fatto che non fosse adatto ai minori; nel 2005, su Canale 5, fu fatto slittare in seconda serata,[49] e infine nel 2007 il film è stato trasmesso su Canale 5 in prima serata, nonostante la protesta del Moige, tanto da generare un caso giornalistico.[50][51]
- Pubblicità: ha richiesto la censura dello spot televisivo erotico di Amica Chips in cui compare il pornoattore Rocco Siffredi (accreditato nella pubblicità come "attore"), che passeggia in mezzo a una serie di ragazze presso una piscina.[52] La pubblicità si basa su una serie di doppi sensi, con l'attore che, vantandosi di "averle provate tutte" sgranocchia patatine da un sacchetto. Secondo il Moige, la presenza dell'attore era elemento disturbante e sconveniente nei confronti dei bambini; l'associazione non ha tuttavia spiegato il motivo per cui un bambino dovrebbe conoscere la professione di Rocco Siffredi. La censura dello spot fu oggetto di dibattito sulla libertà di espressione. In segno di protesta, la ditta produttrice ha trasmesso nuovamente lo spot con le stesse scene, il solo slogan «quelli della patatina», e un Siffredi che non dice nulla. Un'altra campagna pubblicitaria che il Moige ha chiesto e ottenuto fosse censurata è quella realizzata da Oliviero Toscani per la marca di abbigliamento Ra-Re, giudicata volgare. Nelle foto appaiono omosessuali in atteggiamento scherzoso, ma il Moige ha precisato che avrebbe avuto la stessa reazione anche se non ci fossero state persone dello stesso sesso.[53]
- Anime e cartoni animati: In Giappone gli anime vengono visti in maniera massiccia anche dagli adulti, per questo motivo ne vengono prodotti per target differenziati, e per ogni fascia d'età esiste un adeguato orario di programmazione. In Italia molti anime, soprattutto in passato, venivano comprati dal Giappone e messi in onda senza rispettare il target per il quale erano stati concepiti, dedicandoli in genere ai bambini. Tagli censori e modifiche per prevenire critiche e denunce sono stati documentati per le serie Sailor Moon, Dragon Ball e Marmalade Boy[54]. Un episodio è rappresentato dal cartone animato Sailor Moon: oggetto di tagli nelle puntate (rimpiazzati da fermo-immagine o flashback per allungare gli episodi). Le accuse del Moige hanno riguardato soprattutto i personaggi lesbici Heles e Milena, e le Sailor Starlights, che nella versione originale si trasformano (grazie alla magia) da uomini a donne (più avanti nella serie, gli sceneggiatori italiani hanno proposto questi personaggi come delle "sorelle gemelle"). Sailor Moon è stato considerato dal Moige come portatore di «confusione sull'orientamento sessuale degli spettatori». Altri casi sono Piccoli problemi di cuore (per la storia del tradimento tra dei personaggi nella serie), Lupin III, È quasi magia Johnny (censurato per la TV, ma ridoppiato senza censure per l'home video), One Piece e Dragon Ball « per la presenza di contenuti erotici giudicati inadatti alla maturità sessuale dei bambini»[55] (ad esempio quando il personaggio di Goku bambino si mostra nudo, o quando il Genio delle Tartarughe getta spruzzi di sangue dal naso[56], scena che rappresenta umoristicamente l'eccitazione sessuale). Italia 1 ha spostato I Griffin in seconda serata e la serie è stata inoltre censurata, tagliando molte scene, e in qualche caso, anche interi episodi. Sui canali di Sky e sul digitale terrestre, I Griffin vengono regolarmente trasmessi in diversi orari, anche durante il giorno e senza censura. Ogni anno l'associazione pubblica un volume chiamato Un anno di zapping: una guida su ciò che passa in TV, realizzata da esperti del settore.[57]
- Videogiochi: I videogiochi dispongono di un sistema di valutazione paneuropeo, denominato PEGI, che ne disciplina la vendita ai minorenni. Tuttavia vari videogiochi sono stati accusati dal Moige di essere troppo violenti o espliciti in tema di sesso. Alcuni dei più criticati sono stati Mafia[58] e i vari episodi di Grand Theft Auto.[59] Nel primo caso, il gioco è accusato di esaltare un "lato buono della mafia". La serie GTA invece è dedicata a un pubblico adulto.
- Gioco d'azzardo: Su iniziativa di Lottomatica, Moige e Fit promuovono la prevenzione all'accesso dei minori al gioco d'azzardo[60], coinvolgendo distributori del gioco, genitori e istituzioni, tra cui i monopoli che sovrintendono al gioco.
- Campagne contro il fumo minorile: Il Moige svolge campagne per la prevenzione del fumo minorile, in particolare volte a sensibilizzare commercianti, clienti e genitori al rispetto delle norme che vietano la vendita di tabacchi ai minorenni. Campagne quali "Noi non dobbiamo fumare" nel 2006[61] e "Non ci cascare" nel 2013[62]. Tali iniziative sono state realizzate con il contributo di Philip Morris, British American Tobacco, Federazione italiana tabaccai e altre imprese del settore. Il fatto di condurre campagne contro il fumo con il supporto di produttori di tabacco, ha sollevato proteste da parte della Società italiana di Tabaccologia ritenendo che in tal modo il Moige supporti il friendly marketing dei produttori e dei distributori del tabacco; divulgando, per esempio, slogan come "noi non dobbiamo fumare" o termini come "lotta al fumo minorile", si affermerebbe implicitamente che gli adulti possano fumare.[63]. Le campagne antifumo finanziate dalle industrie del settore sono genericamente classificate dall'Organizzazione Mondiale della Sanità come un'interferenza dell'industria alle politiche di controllo del fumo di tabacco[64] Alle critiche il Moige ha risposto[65] che questo tipo di iniziative è sempre segnalato, per conoscenza, al Ministero della salute, e che il finanziamento dalle industrie del tabacco è ottenuto attraverso un metodo "blind" che prevede la netta distinzione tra promotore e finanziatore.
- Mangia bene e cresci bene: È la campagna patrocinata da AMIOT – Associazione Medica Italiana di Omotossicologia e SIPPS – Società Italiana di Pediatria Preventiva e Sociale, con l'idea di trasmettere ai minori e alle loro famiglie la “cultura del cibo”, puntando l'attenzione sull'importanza di uno stile di vita corretto e una dieta equilibrata. La campagna nasce dall'esigenza di porre un freno alle cattive abitudini alimentari dei bambini, attraverso la sensibilizzazione di genitori e figli. L'iniziativa è arrivata a coinvolgere 75.000 genitori. Riguardo al tema dell'obesità infantile, è nata un'altra campagna chiamata Giochi di sempre: un progetto educativo che ha come fine quello di far acquisire ai bimbi, ma anche agli educatori e ai genitori, conoscenze e pratiche per adottare corretti stili di vita e dare un contributo alla lotta contro l'obesità infantile. Aidi è partner della campagna Giochi di sempre.

## Controversie
Secondo l'UAAR, l'azione del Moige, anziché suggerire ai genitori un uso consapevole del mezzo televisivo, punterebbe a trasformare lo stesso in un mezzo libero solo di trasmettere informazioni e immagini reputate aderenti a un determinato modello predefinito, attraverso una sostanziale opera di censura volta a nascondere ciò che è ritenuto sgradevole o non condivisibile in base alle proprie idee. Secondo queste critiche, il Moige, con tali censure, non aiuta i genitori a educare i figli, ma tenta piuttosto di prenderne il posto, imponendo a tutti i telespettatori scelte basate su un determinato punto di vista ideologico, limitando la libertà di scegliere di chi invece vuole o è in grado di usufruire consapevolmente del mezzo televisivo.

## Relazioni con altre organizzazioni
- Dal 2007, aderisce all'EPA - European Parenting Association, federazione europea che raggruppa parte delle organizzazioni di genitori.
- È aderente al C.O.FA.C.E.[66] – Confédération des Organisations des Familles de la Communauté Européenne – di cui è componente del board dal 2008, e socio fondatore del CO.M.O.[67] – Confederation of Meningitis Organisations, coordinamento internazionale di associazioni per la lotta alla meningite.
- Dal 2008 fa parte del FoNAGS (Forum nazionale delle associazioni dei genitori nella scuola), istituito presso il Ministero dell'Istruzione, con lo scopo di creare un tavolo permanente di confronto tra il mondo dei genitori e il Ministero.[6]